# Episodi di War of the Worlds

## Prima Stagione
La prima stagione della serie televisiva War of the Worlds, composta da otto episodi, è stata trasmessa sul canale via cavo francese Canal+ dal 28 ottobre al 18 novembre 2019.
In Italia, la stagione è andata in onda in prima visione sul canale satellitare Fox dal 4 novembre al 23 dicembre 2019.
| nº | Titolo originale | Titolo italiano    | Prima TV Francia | Prima TV Italia  |
| -- | ---------------- | ------------------ | ---------------- | ---------------- |
| 1  | Episode 1        | Un nuovo mondo     | 28 ottobre 2019  | 4 novembre 2019  |
| 2  | Episode 2        | Sopravvivere       | 28 ottobre 2019  | 11 novembre 2019 |
| 3  | Episode 3        | Nascondersi        | 4 novembre 2019  | 18 novembre 2019 |
| 4  | Episode 4        | Superstite         | 4 novembre 2019  | 25 novembre 2019 |
| 5  | Episode 5        | La fonte           | 11 novembre 2019 | 2 dicembre 2019  |
| 6  | Episode 6        | Collegamenti       | 11 novembre 2019 | 9 dicembre 2019  |
| 7  | Episode 7        | Ipotesi            | 18 novembre 2019 | 16 dicembre 2019 |
| 8  | Episode 8        | L'ultima occasione | 18 novembre 2019 | 23 dicembre 2019 |

## Seconda Stagione
La seconda stagione della serie televisiva War of the Worlds, composta da otto episodi, è stata trasmessa sul canale via cavo francese Canal+ dal 17 maggio al 7 giugno 2021.
In Italia, la stagione è stata resa disponibile su Disney+, con 
Star Original, a partire dal 6 ottobre al 24 novembre 2021.
| n° | Titolo originale | Titolo italiano | Prima TV Francia | Pubblicazione Italia |
| -- | ---------------- | --------------- | ---------------- | -------------------- |
| 1  | Episode 9        | Episodio 1      | 17 maggio 2021   | 6 ottobre 2021       |
| 2  | Episode 10       | Episodio 2      | 17 maggio 2021   | 13 ottobre 2021      |
| 3  | Episode 11       | Episodio 3      | 24 maggio 2021   | 20 ottobre 2021      |
| 4  | Episode 12       | Episodio 4      | 24 maggio 2021   | 27 ottobre 2021      |
| 5  | Episode 13       | Episodio 5      | 31 maggio 2021   | 3 novembre 2021      |
| 6  | Episode 14       | Episodio 6      | 31 maggio 2021   | 10 novembre 2021     |
| 7  | Episode 15       | Episodio 7      | 7 giugno 2021    | 17 novembre 2021     |
| 8  | Episode 16       | Episodio 8      | 7 giugno 2021    | 24 novembre 2022     |

## Terza Stagione
La terza stagione della serie televisiva War of the Worlds, composta da otto episodi, è stata trasmessa sul canale via cavo francese Canal+ dal 5 al 26 settembre 2022.
In Italia, la stagione è stata resa disponibile su Disney+, con Star Original, dal 19 ottobre 2022.
| n° | Titolo originale | Titolo italiano        | Prima TV Francia  | Pubblicazione Italia |
| -- | ---------------- | ---------------------- | ----------------- | -------------------- |
| 1  | Episode 17       | Un nuovo mondo         | 5 settembre 2022  | 19 ottobre 2022      |
| 2  | Episode 18       | Buchi neri             | 5 settembre 2022  | 19 ottobre 2022      |
| 3  | Episode 19       | L'evasione             | 12 settembre 2022 | 19 ottobre 2022      |
| 4  | Episode 20       | Universi paralleli     | 12 settembre 2022 | 19 ottobre 2022      |
| 5  | Episode 21       | L'ospedale sotterraneo | 19 settembre 2022 | 19 ottobre 2022      |
| 6  | Episode 22       | Lotta sotterranea      | 19 settembre 2022 | 19 ottobre 2022      |
| 7  | Episode 23       | La vendetta di Adina   | 26 settembre 2022 | 19 ottobre 2022      |
| 8  | Episode 24       | Le nostre mille vite   | 26 settembre 2022 | 19 ottobre 2022      |